# Barsinghausen
Barsinghausen (pronunciación en alemán: /ˌbaʁzɪŋˈhaʊ̯zn̩/ (escucharⓘ)) es una ciudad situada en la región de Hannover, en el estado federado de Baja Sajonia (Alemania). Tiene una población estimada, a fines de 2024, de 33 941 habitantes.